# Canton du Morne-Rouge
Le canton du Morne-Rouge est une ancienne division administrative française située dans le département et la région de la Martinique.

## Histoire
Par décret du 9 mai 1995, le canton du Morne-Rouge dépendant précédemment de l'arrondissement de Fort-de-France a été rattaché à l'arrondissement de Saint-Pierre, nouvellement créé.
À la suite des élections territoriales de décembre 2015 concernant la collectivité territoriale unique de Martinique, le conseil régional et le conseil général sont remplacés par l'assemblée de Martinique. De fait, les cantons disparaissent.

## Géographie
En Martinique, le canton du Morne-Rouge correspondait à la seule commune du Morne-Rouge dans l'arrondissement de Saint-Pierre.

## Administration
| Période    | Période                | Identité                           | Étiquette          | Qualité                                                                 |
| ---------- | ---------------------- | ---------------------------------- | ------------------ | ----------------------------------------------------------------------- |
| 1958       | 1982                   | Georges Charles-Alfred (1912-1996) | PCM                | Commis de mairie                                                        |
| 1982       | 1993                   | Pierre Petit                       | RPR                | Docteur en médecine Maire du Morne-Rouge (1983-2008) Député (1993-2002) |
| mai 1993   | avril 2010 (démission) | Jenny Dulys-Petit                  | RPR puis OO        | Maire du Morne-Rouge depuis 2008 Vice-présidente du Conseil régional    |
| avril 2010 | décembre 2015          | Charles-Étienne Caristan           | DVD ("Osons Oser") | Enseignant                                                              |

## Composition
Le canton du Morne-Rouge se composait uniquement de la commune du Morne-Rouge et comptait 5 003 habitants (population municipale) au 1er janvier 2012,.

## Démographie
| 1961 | 1967  | 1974  | 1982  | 1990  | 1999  | 2006  | 2009  | 2012  |
| ---- | ----- | ----- | ----- | ----- | ----- | ----- | ----- | ----- |
| -    | 5 449 | 5 412 | 4 889 | 5 278 | 5 395 | 5 198 | 5 116 | 5 003 |